# خانه آخوند ابو
منزل آخوند ابو مربوط به اواسط دوره قاجار و متعلق به قاضی محل میرزا محسن قاضی بوده است. این اثر تاریخی در خرم‌آباد، در ضلع غربی قلعه فلک افلاک، خیابان دوازده برجی واقع شده و در تاریخ ۲۲ شهریور ۱۳۷۸ با شمارهٔ ثبت ۲۴۳۲ به‌عنوان یکی از آثار ملی ایران به ثبت رسیده است.
این بنا دارای دو بخش شمالی و جنوبی است. بخش شمالی در دو طبقه احداث شده و دارای دو ورودی به مهمانخانه‌ها و سالن‌های بزرگ است.